# Соловьёв, Сергей Александрович (учёный)
Сергей Александрович Соловьёв (род. 8 июля 1956 года, Оренбург, СССР) — советский и российский учёный-аграрий, ректор ОГАУ (1999—2009), академик РАН (2022).
Специалист в области механизации и автоматизации сельскохозяйственного производства, автор 217 научных работ, из них 14 монографий и 59 авторских свидетельств и патентов.

## Биография
Родился 8 июля 1956 года в Оренбурге.
В 1978 году окончил Оренбургский сельскохозяйственный институт (сейчас — Оренбургский государственный аграрный университет).
В 1992 году защитил докторскую диссертацию, в 1993 году — присвоено учёное звание профессора.
С 1978 по 2009 годы работал Оренбургском государственном аграрном университете, пройдя путь от заведующего лабораторией кафедры механизации животноводства, до проректора по учебной работе (1993—1999) и ректора университета (1999—2009).
С 2009 по 2013 годы — министр сельского хозяйства и перерабатывающей промышленности Оренбургской области.
С 2013 по 2016 годы — директор Всероссийского научно-исследовательского технологического института ремонта и эксплуатации машинно-тракторного парка.
С 2016 года — руководитель научного направления «Механизация животноводства» Федерального научного агроинженерного центра ВИМ.
В 2016 году — избран членом-корреспондентом РАН.
С октября 2017 года — заместитель главного учёного секретаря Президиума РАН.
В 2022 году — избран академиком РАН.

## Награды
- Орден Дружбы (2007)[2]
- Заслуженный деятель науки Российской Федерации (3 октября 1994) — за достигнутые трудовые успехи и многолетнюю работу в Оренбургской государственной сельскохозяйственной академии[3]
- Почётный работник высшего профессионального образования Российской Федерации